# Cyclosa psylla
Cyclosa psylla är en spindelart som först beskrevs av Tord Tamerlan Teodor Thorell 1887.  Cyclosa psylla ingår i släktet Cyclosa och familjen hjulspindlar. Inga underarter finns listade i Catalogue of Life.